# Épisodes de Pure Genius
Cet article présente le guide des épisodes de la série télévisée américaine Pure Genius.

## Généralités
- Aux États-Unis, la saison a été diffusée du 27 octobre 2016 au 26 janvier 2017 sur le réseau CBS.
- Au Canada, la saison a été diffusée 24 heures plus tard, puis en simultanée durant la pause de The Blacklist, sur le réseau Global[1].
- Après le pilote, les cinq épisodes suivants ont été diffusés dans le désordre, résultant à quelques problèmes mineurs de continuité.

## Distribution

### Acteurs principaux
- Dermot Mulroney : Dr Walter Wallace
- Augustus Prew : James Bell
- Odette Annable : Dr Zoe Brockett
- Reshma Shetty : Dr Talaikha Channarayapatra
- Aaron Jennings : Dr Malik Verlaine
- Ward Horton : Dr Scott Strauss
- Brenda Song : Angie Cheng

### Acteurs récurrents
- Wendy Moniz : Julianna Wallace
- Alexis Krause : Nina Diaz[2] (épisodes 9 à 13)

## Épisodes

### Épisode 1:L'heure des choix
- États-Unis : 27 octobre 2016 sur CBS[3]
- Canada : 28 octobre 2016 sur Global
- Suisse : 21 janvier 2018 sur RTS Un

- États-Unis : 6,23 millions de téléspectateurs[4] (première diffusion)

- Wendy Moniz (Julianna Wallace)
- Guilford Adams (Will)
- J. Rene Pena (Administrator)
- Nirayl Stone (BH Ambassador)
- Joseph Will (Dr Gilroy)
- Geoffrey Blake (Dr Madison)
- Darren Dupree Washington (Forrest Dawson)
- Ajani Wrightster (Jeffrey)
- Alexandra Breckenridge (Margot Byer)
- Marisa Echeverria (Maria Ramirez)
- Eryn Pablico (Krissy)
- Matthew John Armstrong (Paul Byer)
- Moe Irvin (Ron Evans)
- Kimberly Brooks (Sheila Evans)
- Hector Luis Bustamante (Soul Ramirez)
- Kelly Albanese (BH Ambassador)
- Cullen Douglas (Louis Keating)
- Annette M. Leisure (Night Nurse)
- Drew Fonteiro (Digitalist)
- Darius De La Cruz (Digitalist #2)

### Épisode 2:La vie ne tient qu'à un fil
- États-Unis : 3 novembre 2016 sur CBS
- Canada : 4 novembre 2016 sur Global
- Suisse : 21 janvier 2018 sur RTS Un

- États-Unis : 5,37 millions de téléspectateurs[5] (première diffusion)

- Wendy Moniz (Julianna Wallace)
- Michael Johnston (Luke Wallace)
- AJ Hudson (Klay Jackson)
- Idara Victor (Tanya Jackson)
- Laura Seay (Amelia Monroe)
- Doug Savant (Simon Monroe)
- Danny Vasquez (Paramedic One)
- Kelly Albanese (BH Ambassador #2)

### Épisode 3:Souvenirs, souvenirs
- États-Unis : 10 novembre 2016 sur CBS
- Canada : 11 novembre 2016 sur Global
- Suisse : 28 janvier 2018 sur RTS Un

- États-Unis : 5,39 millions de téléspectateurs[6] (première diffusion)

- Missy Doty (Melissa Remy)
- Sally Pressman (Suzie)
- Toni Trucks (Kayla)
- Jamil Walker Smith (Ryan Hamilton)
- Angelo Perez (Zoo Employee)

### Épisode 4:robots et des hommes
- États-Unis /  Canada : 17 novembre 2016 sur CBS / Global
- Suisse : 28 janvier 2018 sur RTS Un

- États-Unis : 5,48 millions de téléspectateurs [7] (première diffusion)

- Nirayl Stone (BH Ambassador)
- Esther Scott (Elaine Gardner)
- Keon Alexander (Bashir Masood)
- Chasten Harmon (Natalie Masood)
- Wajid Hassan (Marharishi Makkar)
- Cullen Douglas (Louis Keating)
- Kurt Yaeger (Sergeant John Howard)
- Margot Byer

### Épisode 5:Le feu et la glace
- États-Unis /  Canada : 24 novembre 2016 sur CBS / Global
- Suisse : 4 février 2018 sur RTS Un

- États-Unis : 4,77 millions de téléspectateurs[8] (première diffusion)
- Canada : 1,115 million de téléspectateurs[9] (première diffusion + différé 7 jours)

- Wendy Moniz (Julianna Wallace)
- Nick Thurston (Billy Watts)
- June Schreiner (Amber)
- J. Eddie Martinez (Carl)
- Leslie Miller (BH Ambassador)
- Jeffrey Larson (Eddie)
- Mark Reininga (Jeff)
- Tarina Pouncy (Nurse)
- John Lyke (Teammate #1)
- Alexandra Barreto (Amy Delgado)
- Cullen Douglas (Louis Keating)
- Eva Ariel Binder (Izzy)
- Kevin Clash (Puppeteer)

### Épisode 6:En apesanteur
- États-Unis /  Canada : 1er décembre 2016 sur CBS / Global
- Suisse : 4 février 2018 sur RTS Un

- États-Unis : 4,76 millions de téléspectateurs[10] (première diffusion)
- Canada : 1,025 million de téléspectateurs[11] (première diffusion + différé 7 jours)

- Benita Robledo (Nora)
- Justin H. Min (Eugene)
- Brian Stepanek (Lenny Kramer)
- Hrach Titizian (John Keushkerian)
- Daniel Lue (Busboy)
- Andy Taylor Kim (BH Ambassador)
- Kimberly Wallis (Lynne)
- Abigail Haley (Ella)
- Alek Cole (Jordan)
- Becki Dennis (Nurse)
- Amanda Reed (Mother)
- Devin Sidell (Veronique)
- Karter Simmons (Young Boy)
- Dan Sachoff (TV Reporter)
- Christopher Chen (Manager)

### Épisode 7:Noël à Bunker Hill
- États-Unis /  Canada : 8 décembre 2016 sur CBS / Global
- Suisse : 11 février 2018 sur RTS Un

- États-Unis : 5,62 millions de téléspectateurs[12] (première diffusion)
- Canada : 1,199 million de téléspectateurs[13] (première diffusion + différé 7 jours)

- Wendy Moniz (Julianna Wallace)
- Jade Pettyjohn (Madeline Sorenson)
- Christine Adams (Giselle Overman)
- Phillip Phillips (Phillip Phillips)
- Greg Winter (Ed Sorenson)
- Amy Benedict (Bonnie Sorenson)
- Maisie Klompus (Elody)
- Catherine Kamei (Nurse)
- Andy Taylor Kim (BH Ambassador)
- Cullen Douglas (Louis Keating)

### Épisode 8:Le tour du monde en huit reins
- États-Unis /  Canada : 15 décembre 2016 sur CBS / Global
- Suisse : 11 février 2018 sur RTS Un

- États-Unis : 5,50 millions de téléspectateurs[14] (première diffusion)
- Canada : 1,116 million de téléspectateurs[15] (première diffusion + différé 7 jours)

- Stacy Edwards (Constance Durand)
- Raychel Diane Weiner (Lauren Durand)
- Lucas Jaye (Brandon Hsu)
- Kevin Shen (Lee Wen)
- Kathy Wu (Mei Hsu)
- Natasha Murray (Lusiah Pierre)
- Cesili Williams (Astrid Pierre)
- Nick Hardcastle (Dean Trainer)
- Elizabeth Sandy (Helen Trainer)
- Schno Mozingo (Rusty)
- Nidhi Ghildayal (Azeem Habib)
- Steve Suh (Security Guard #1)

### Épisode 9:Science vs Religion
- États-Unis /  Canada : 1er janvier 2017 sur CBS / Global
- Suisse : 11 février 2018 sur RTS Un

- États-Unis : 5,46 millions de téléspectateurs[16] (première diffusion)
- Canada : 836 000 téléspectateurs[17] (première diffusion + différé 7 jours)

- Taylor Rose (Jess Wallace)
- Alexis Krause (Nina Diaz)
- Irene Choi (Ally)
- Roland Ruiz (Franklin)
- Jazzmun (Gloria)
- Nestor Rodriguez (Ambassador)
- Giovanni Bejarano (Valet)
- Cullen Douglas (Louis Keating)
- Christine Day (Music Contractor)
- Jason McGee (Choir Director/Singer #1)
- Lori Mark (Singer #2)
- Eric Bradley (Singer #3)
- Baraka May Williams (Singer #4)
- Fletcher Sheridan (Singer #5)
- Cecelia Bullard (Singer #6)
- Janis Liebhart (Singer #7)

### Épisode 10:Paralysie
- États-Unis : 5 janvier 2017 sur CBS
- Canada : 6 janvier 2017 sur Global
- Suisse : 18 février 2018 sur RTS Un

- États-Unis : 5,24 millions de téléspectateurs[18] (première diffusion)

- Alexis Krause (Nina Diaz)
- Elka Rodriguez (Anna Guerrero)
- Lourdes Benedicto (Claudia Guerrero)
- David Paymer (Douglas Prescott)
- Paul Haitkin (Emcee)
- Sloane Morgan Siegel (Evan Coleman)
- Michael Patrick McGill (Jim)
- Carmella Riley (Cindy)
- Shay Ali (Samir)
- Nirayl Stone (Ambassador)

### Épisode 11:Une tentative risquée
- États-Unis : 12 janvier 2017 sur CBS
- Canada : 13 janvier 2017 sur Global
- Suisse : 18 février 2018 sur RTS Un

- États-Unis : 5,15 millions de téléspectateurs[19] (première diffusion)

- Alexis Krause (Nina Diaz)
- Jessica Garza (Lydia)
- Jeff Marlow (Keith)
- Jossara Jinaro (Rose)
- Todd Robert Anderson (Nathan)
- Alain Uy (Seth)
- Noah Nelson (Bobby)
- Cullen Douglas (Louis Keating)
- Kevin Markovic (Pete)
- Andy Taylor Kim (Ambassador)
- Myra Cris Ocenar (Nurse)
- Drew Fonteiro (Digitalist)
- Sergio Vasquez (Police Officer)

### Épisode 12:Savoir faire face
- États-Unis : 19 janvier 2017 sur CBS
- Canada : 20 janvier 2017 sur Global
- Suisse : 25 février 2018 sur RTS Un

- États-Unis : 5,27 millions de téléspectateurs[20] (première diffusion)

- Lindsey Gort (Georgia Ray)
- Lulu Brud (Skylar Stevens)
- Page Leong (Mrs. Cheng)
- Pooja Shah (Personal Assistant)
- Nathaniel Kweku (Bodyguard)
- Link Ruiz (Delivery Man)
- Diana Toshiko (Second Assistant)
- Alexis Krause (Nina)
- Cullen Douglas (Louis Keating)
- Mark Rappaport (Puppeteer)
- Ryan Barnett (Puppeteer)
- Jonah S. Zimmerberg-Helms (Puppeteer #2)

### Épisode 13:Tenir sa promesse
- États-Unis : 26 janvier 2017 sur CBS
- Canada : 27 janvier 2017 sur Global
- Suisse : 25 février 2018 sur RTS Un

- États-Unis : 5,2 millions de téléspectateurs[21] (première diffusion)

- Wendy Moniz (Julianna Wallace)
- Page Leong (Mrs. Cheng)
- Alexis Krause (Nina)
- Dante Swain (Free)
- Jordan Calloway (Henry Jones)
- Brandon Rush (Ron)
- Cullen Douglas (Louis Keating)
- Darius De La Cruz (Digitalist)
- Paul Diaz (Paramedic)